# Будённовский район (Киргизская ССР)
Будённовский район — единица административного деления Киргизской ССР, существовавшая в 1936—1958 годах. Центр — кишлак Будённый.

## История
Будённовский район был образован 2 сентября 1936 года. 21 ноября 1939 года вошёл в состав Фрунзенской области. 22 июня 1944 года передан в новую Таласскую область. 18 февраля 1956 года в связи с упразднением Таласской области возвращён во Фрунзенскую область. 29 октября 1958 года Будённовский район был упразднён, а его территория включена в Таласский район.
По данным 1949 года район включал 9 сельсоветов: Будённовский, Кара-Суйский, Кара-Ойский, Купре-Базарский, Талды-Булакский, Талды-Булакский поселковый, Уч-Эмчекский, Чон-Алышский и Шумкарский.

## Население
По данным переписи 1939 года в районе проживало 14 017 человек, в том числе киргизы — 92,3 %, русские — 3,2 %, украинцы — 2,0 %.